# Фудзівара но Кійосуке
Фудзівара но Кійосуке (*藤原清輔, 1104 — 17 липня 1177) — середньовічний японський державний діяч, поет, письменник періоду Хейан. Є одним з «Нових 36 видатних поетів Японії» (Нові Тридцять шість безсмертних поетів).

## Життєпис
Походив з аристократичного роду Північних Фудзівара, гілки клану Фудзівара. Другий син Фудзівара но Акісуке, відомого поета й очільника поетичної школи Рокудзьо. Народився 1104 року. Здобув гарну, всебічну освіту. Замолоду виявив неабиякий хист до віршування. Поезії навчався під орудою батька, але стосовно поетичної майстерності у них невдовзі виникли розбіжності.
Між 1144 та 1146 роками отримує молодший п'ятий ранг. Згодом поступово просувався придворними посадами, обіймаючи переважно середню ланку. Дослужився до заступника управляючого палацом імператриці Сакі Оомія та старшого четвертого рангу. Це сталося в середині 1150-х років.
1155 року після смерті батька очолив школу Рокудзьо. Фудзівара но Кійосуке часто запрошували судити поетичні змагання. Уславився непідкупністю, суворістю та справедливістю при винесенні рішень.
1172 року провів поетичний захід сьосікай (зібрання з шанування старих), в якому брали участь поети Фудзівара но Ацуйорі, Сіракава Акіхіро, Хафурібе но Нарінака, Фудзівара но Наганорі, Мінамото но Йорімаса, Ое но Кореміцу. На відміну від подібних сьосікай, влаштованих раніше іншими поетами, на цьому читали лише вака (японські, а не китайські вірші).
Після смерті Кійосуке 1177 року школу Рокудзьо очолив його зведений брат Фудзівара но Кенсьо.

## Творчість
Був відомим поетом-вака, його твори увійшли до антологій «Хякунін іс-сю» (№ 84), «Сьоку кокін вака-сю» (№ 1529), «Сін кокін вака-сю» (2 вірші).
1165 року імператор Нідзьо замовив Кійосуке укладання чергову поетичну антологію, що дістав назву «Ську-сіка вака-сю» («Продовження Сіка вака-сю»), але того ж року імператор помер, тому збірка не була затверджена в якості імператорському, а має статус приватної поетичної антології.
1172 року за результатами сьосікай видав збірку віршів, що там читалися під назвою «Босюн сіракава сьосікай вака» («Пісні, що створено пізньою осінню на зібрання шанування старих в Сіракава»). До нього Кійосуке написан передмову «Босюн сіракава сьосікай вака нарабі-дзьо» Збірку було видано в серії «Гунсьо руйдзю».
Є автором творів про поезію (карон) «Фукуро-сосі» (1159 рік), «О-огісьо» (1124—1144 роки), «Вака сьогакусьо», де висвітлив історію та процес складання віршів різних жанрів.